# Linoleoil-KoA desaturaza
Linoleoil-KoA desaturaza (EC 1.14.19.3, Delta6-desaturaza, Delta6-masna acil-KoA desaturaza, Delta6-acil KoA desaturaza, masno kiselinska Delta6-desaturaza, masno kiselinska 6-desaturaza, linoleatna desaturaza, linoleinska desaturaza, desaturaza linoleinske kiseline, linoleoil KoA desaturaza, linoleoil-koenzim A desaturaza, dugolančana masno kiselinska Delta6-desaturaza) je enzim sa sistematskim imenom linoleoil-KoA,vodonik-donor:kiseonik oksidoreduktaza. Ovaj enzim katalizuje sledeću hemijsku reakciju:
linoleoil-KoA + A2 + O2 {\displaystyle \rightleftharpoons } gama-linolenoil-KoA + A + 2H2O
Ovaj enzim sadrži gvožđe. Enzim iz jetre pacova je deo sistema koji obuhvata citohrom b5 i EC 1.6.2.2, citohrom-b5 reduktazu.

## Literatura
- Nicholas C. Price; Lewis Stevens (1999). Fundamentals of Enzymology: The Cell and Molecular Biology of Catalytic Proteins (Third изд.). USA: Oxford University Press. ISBN 019850229X.
- Eric J. Toone (2006). Advances in Enzymology and Related Areas of Molecular Biology, Protein Evolution (Volume 75 изд.). Wiley-Interscience. ISBN 0471205036.
- Branden C; Tooze J. Introduction to Protein Structure. New York, NY: Garland Publishing. ISBN 0-8153-2305-0.
- Irwin H. Segel. Enzyme Kinetics: Behavior and Analysis of Rapid Equilibrium and Steady-State Enzyme Systems (Book 44 изд.). Wiley Classics Library. ISBN 0471303097.
- William P. Jencks (1987). Catalysis in Chemistry and Enzymology. Dover Publications. ISBN 0486654605.

## Spoljašnje veze
- Linoleoyl-CoA+desaturase на 